# Batalha da Baía de Sesimbra
A Batalha da Baía de Sesimbra foi um confronto naval que ocorreu em 3 de junho de 1602, durante a Guerra Anglo-Espanhola. Foi travada na costa de Portugal (então dentro da União Ibérica), entre uma força expedicionária naval inglesa enviada com ordens da Rainha Isabel I para evitar quaisquer novas incursões espanholas contra a Irlanda ou contra a própria Inglaterra. A força inglesa, comandada por Richard Leveson e William Monson encontrou uma frota de galés espanholas e uma grande carraca na Baía de Sesimbra, comandada por Álvaro de Bazán, 2.º Marquês de Santa Cruz, e Federico Spinola. Os ingleses saíram vitoriosos na batalha, afundando duas galés, obrigando as restantes a recuar, neutralizando o forte e capturando a carraca. Essa foi a última expedição enviada para a Espanha por ordem da Rainha Isabel, antes da sua morte no ano seguinte.

## Antecedentes
Para evitar outra invasão espanhola da Irlanda, a Rainha Isabel I decidiu equipar outra frota. Sir Richard Leveson foi escolhido para esse comando porque derrotou os espanhóis sob o comando de Pedro de Zubiaur na Batalha de Castlehaven, além de bloquear com sucesso Kinsale de qualquer reforço posterior que levasse os espanhóis à vitória lá, no início de 1602. Ele comandaria uma frota de nove navios ingleses e doze navios holandeses, que iriam "infestar a costa espanhola". Os navios holandeses, no entanto, demoraram a se apresentar. Leveson deixou seu vice-almirante Sir William Monson para esperar pelos holandeses enquanto ele embarcava com apenas cinco navios em 19 de março. Dentro de dois ou três dias, a rainha enviou ordens a Monson para partir imediatamente a fim de se juntar ao seu almirante, pois ela soube que "os navios de prata tinham chegado". Na verdade, eles tinham chegado e partido novamente.
Federico Spinola, irmão mais novo de Ambrogio Spinola, distinguiu-se muito como soldado do Exército de Flandres e, em 1599, viajou com sucesso através do Canal da Mancha passando pelo Estreito de Dover sem ser molestado. Isso levou medo aos ingleses, chamado de armada invisível, pois encorajou suspeitas de que a tentativa poderia ser renovada em maior escala. Estimulado por esta conquista, em 1602, ele ofereceu a Filipe III, ao Duque de Lerma e a Martín de Padilla, 1º Conde de Santa Gadea, uma perspectiva de uma invasão massiva da Inglaterra por galés, a partir de Flandres. No entanto, o conselho lhe concedeu apenas oito galés, fornecidas às custas de Spinola. Ele estava em sua rota de Sanlúcar de Barrameda para Lisboa, mas foi desviado pelo Vice-Rei de Portugal para cuidar da proteção da ricamente carregada nau portuguesa São Valentino, ancorada em a baía de Sesimbra.
Só no final de maio é que as duas esquadras inglesas se encontraram. No dia 1 de junho, os ingleses estavam ao largo de Lisboa com dois navios espanhóis capturados quando lhes chegou a notícia de que uma grande nau e onze galés se encontravam nas proximidades da baía de Sesimbra. Alguns dos navios ingleses foram mandados para casa, principalmente devido a doenças e/ou insegurança. Outros se separaram e também voltaram para casa. Havia agora apenas cinco navios no total com Leveson.

## Batalha

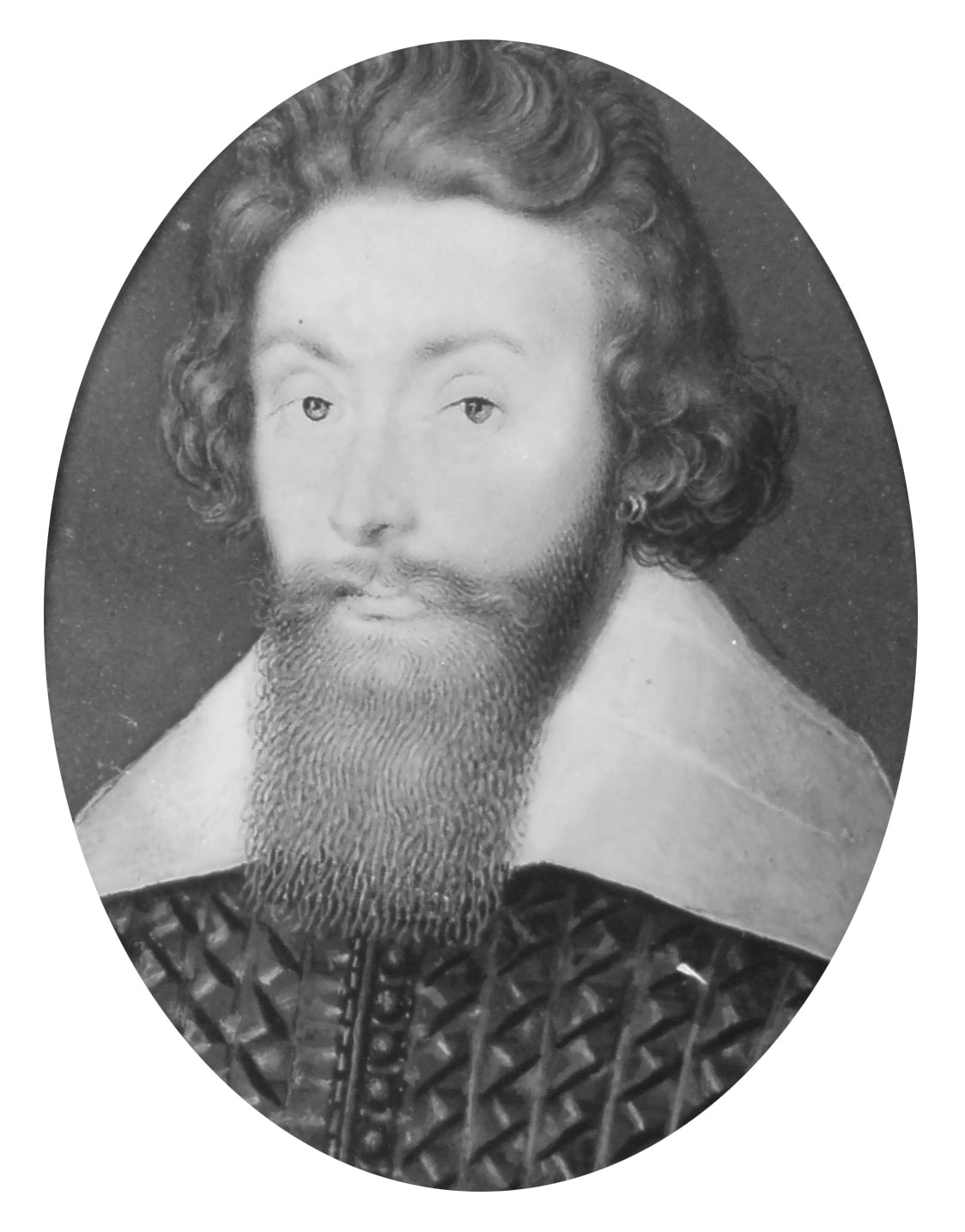
Retrato de Richard Leveson

Na manhã de 3 de junho, Monson e Leveson encontraram os navios espanhóis fortemente posicionados sob os canhões do Forte de Santiago de Sesimbra e o velho mas armado Castelo mourisco de Sesimbra mais para o interior, numa colina. A frota espanhola era composta por oito galés sob o comando de Spinola e outras três sob o comando de Álvaro de Bazán, 2º Marquês de Santa Cruz, que acabara de chegar. Em meados da manhã, Monson com o navio Garland, Leveson com o Warspite, Edward Manwaring com o Dreadnought, seguidos pelo Nonpareil, pelo Adventure, e por dois navios capturados, entraram na baía de Sesimbra.  Além da carraca portuguesa São Valentino, as galés espanholas eram constituídas pela Christopher de Bazán, pela St Lewis de Spinola, Forteleza, Trinidad, São João, Leva, Occasion, San Jacinto, Lazar, Padilla e San Felipe. As galés tinham grandes canhões de sessenta libras na proa e formavam uma formação defensiva compacta nas águas rasas ao redor da carraca.
Quando os ingleses entraram na baía, sem hesitação dispararam com tudo o que tinham nas galés ancoradas e protegidas, mas certificaram-se de que estavam fora do alcance efetivo dos canhões espanhóis de 60 libras (27 kg). O Garland de Monson foi capaz de bombardear as galés espanholas com suas dezesseis Colubrina), forçando-as a quebrar a formação. Muitos danos foram causados, mas logo as galés começaram a remar lado a lado no porto, na tentativa de evitar o fogo do Garland, que agora estava ancorado.  No entanto, Leveson com o Warspite teve problemas com o vento e logo foi expulso do ancoradouro, apesar dos esforços para manter Warspite em uma posição adequada. Uma vez fora do alcance efetivo, Leveson então remou em um escaler sob fogo e embarcou no Garland para se juntar a Monson e ao resto da frota.
Quando as galés de Bazán quebraram a formação, o Dreadnought com seu calado raso navegou para a confusão e enfrentou todos de perto com suas onze meia-colubrinas e dez canhões saker. Bazán sofreu perdas significativas com todas as suas três galés danificadas e logo ficou tão gravemente ferido que houve muita desorganização. Monson decidiu concentrar seu fogo nas galés de Spinola. Em poucas horas Garland e Nonpareil as atingiram a tal ponto que duas delas, Trinidad e Occasion, logo foram queimadas e afundadas, sendo o capitão dessa última feito prisioneiro. Os escravos das galés nadariam se pudessem até os navios ingleses e as galés maltratadas de Bazán conseguiram fugir da ação em direção ao Norte.

### Captura doSão Valentino
A grande carraca foi cercada e as galés restantes comandadas por Spínola decidiram que a única opção sensata era recuar para fora do alcance da baía. essas galés já estavam bastante danificadas, os seus escravos estavam exaustos a ponto de quase morrerem. Para surpresa dos ingleses, o fogo do Forte de Santiago de Sesimbra começou a abrandar. Nonpareil, Adventure e tiros ocasionais do Warspite lançaram fogo preciso o suficiente na fortaleza para colocar a maioria dos canhões fora de ação em uma hora. Com a destruição e a retirada das galés ficou claro que a carraca estava perdida.

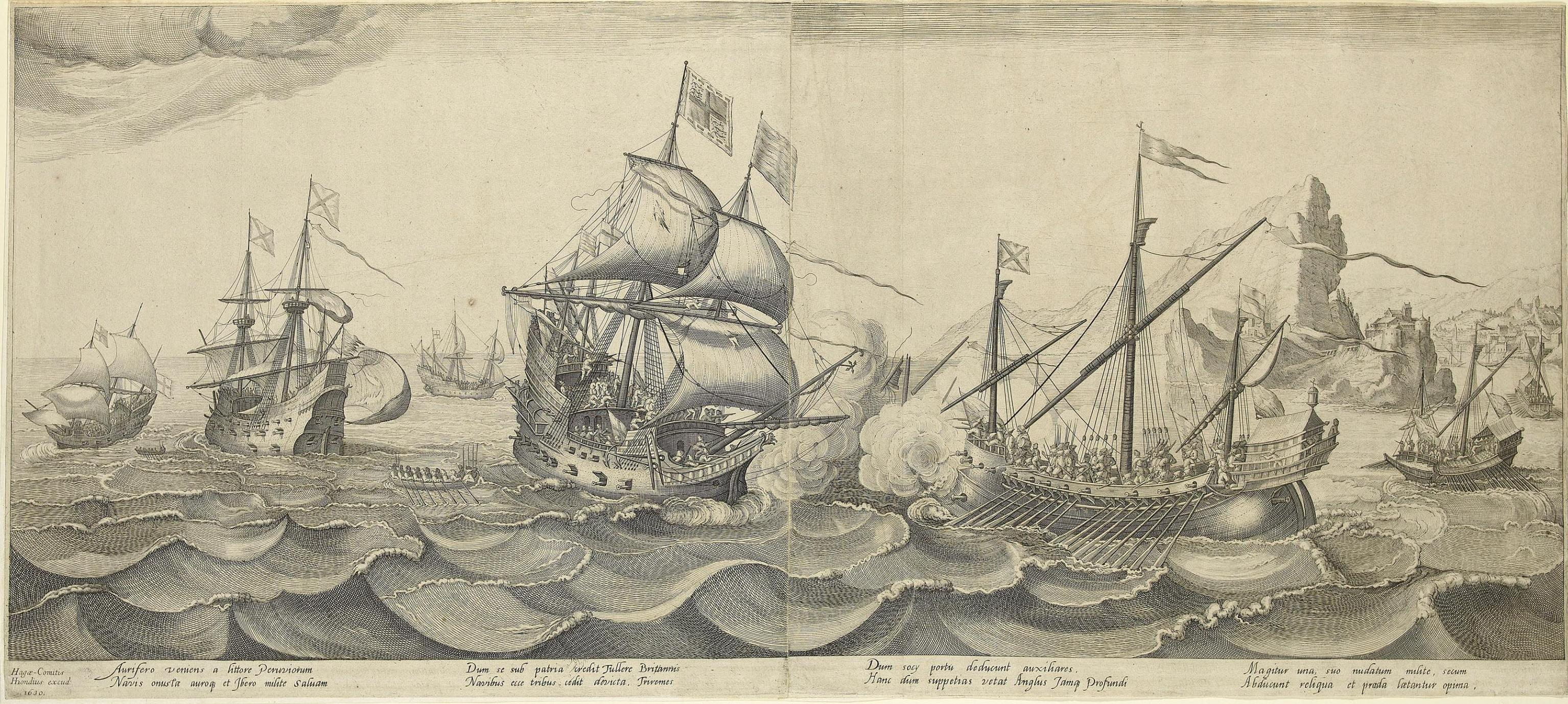
Batalha da Baía de Sesimbra em 1602, por Hendrick Cornelisz Vroom

Observando mais de perto, os ingleses perceberam que a carraca era um enorme navio de 1 700 toneladas, o “São Valentino”, recentemente retornado das Índias Portuguesas carregado de mercadorias. O castelo e as várias defesas costeiras não podiam disparar por medo de atingir os seus próprios navios. Como resultado, o fogo ineficaz continuou durante a batalha. Os navios ingleses, no entanto, mantiveram fogo suficiente para silenciar o resto das defesas costeiras. Garland e Dreadnought navegaram para bombordo e estibordo, respectivamente, do São Valentino. A carraca logo foi abordada e em poucos minutos o convés superior foi tomado com apenas algumas perdas, pois Monson não queria mais derramamento de sangue.

### Fim

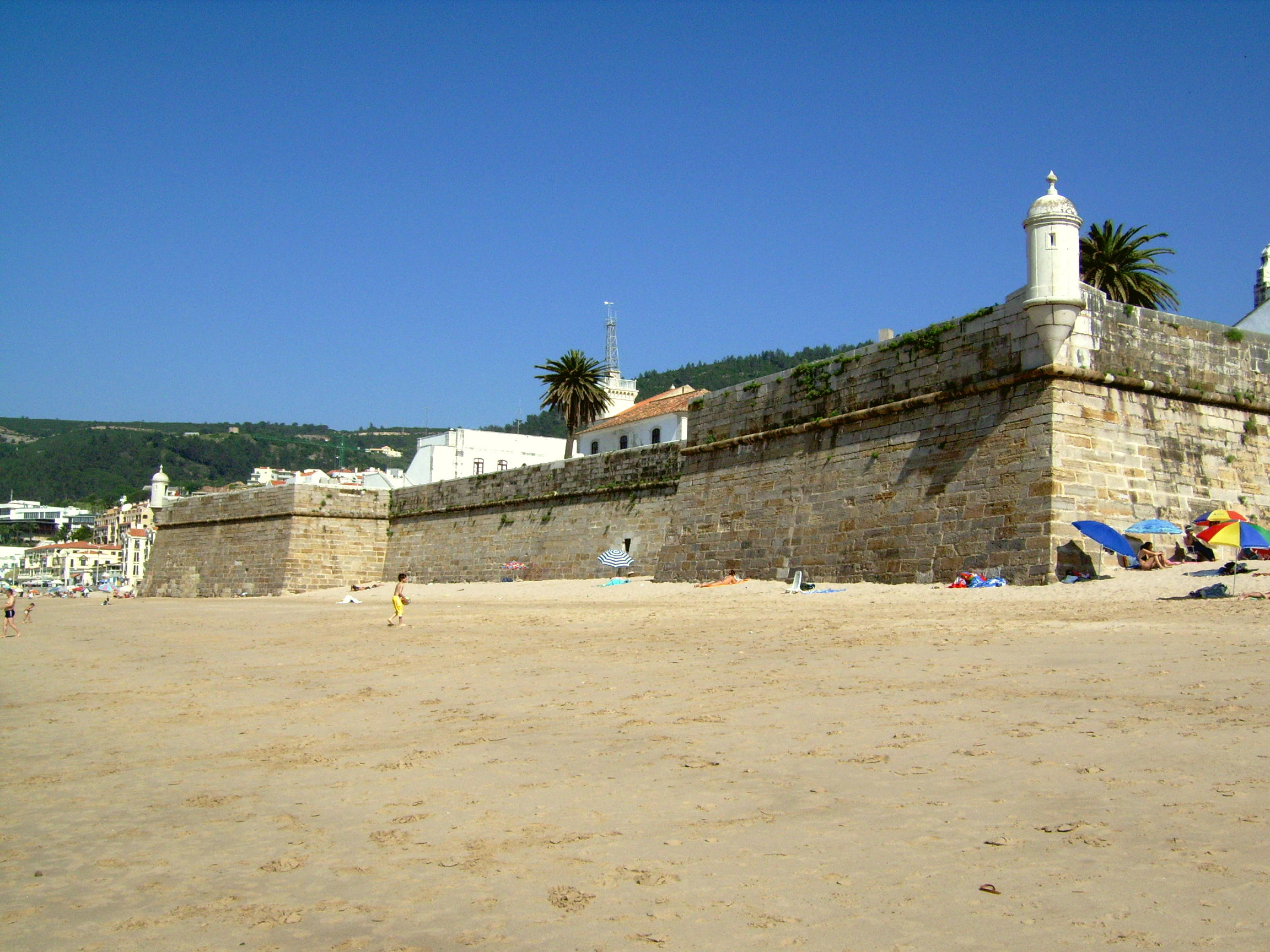
O Forte de Santiago de Sesimbra. Durante a batalha, ele foi colocado fora de ação por navios de guerra ingleses

Uma negociação foi oferecida por Monson, que os espanhóis aceitaram com relutância e a batalha estava efetivamente encerrada. Depois que Monson embarcou na carraca, ele logo foi reconhecido por vários oficiais espanhóis como sendo seu ex-prisioneiro. Descobriu-se que a galé Leva, que esteve presente na batalha, mas fugiu, era a mesma presente na Batalha das Ilhas Berlengas, que fez Monson prisioneiro. Para Monson, isso foi uma vingança. No início, os espanhóis e portugueses sob o comando de Dom Diego Lobo queriam dar aos ingleses apenas a carga e deixar o navio com suas bandeiras voando, mas Monson foi inflexível. Ele queria o navio inteiro, mas libertaria todos os prisioneiros sob os termos. Ele também forçou os espanhóis a cessar os disparos e permitir que os ingleses saíssem sem serem molestados. Os espanhóis não podiam queimar o navio sem serem alvejados pelos ingleses e tinham o São Valentino rodeado por dois poderosos galeões.
Nessa posição, os espanhóis concordaram com os termos ingleses, permitir a tomada de São Valentino e a cessação dos disparos do castelo e das defesas costeiras. No dia seguinte, após um jantar comemorativo com os oficiais espanhóis e portugueses a bordo do Garland, os navios ingleses rebocaram o São Valentino e regressaram a Plymouth sem serem molestados.

## Consequências
As baixas foram pesadas entre os espanhóis, cerca de 800, a maioria das quais eram das galés. A carraca portuguesa São Valentino foi um grande prêmio por si só. A carga a bordo totalizou mais de um milhão de ducados, cerca de 44 000 libras esterlinas, o que quase cobriu os custos da campanha de verão. O São Valentino era muito semelhante em design ao Madre de Deus que foi capturado na Ilha das Flores em 1592. As baixas inglesas foram de apenas doze mortos e trinta feridos, principalmente a bordo do Garland. William Monson quase foi morto. Ele lutou com armadura e teve seu gibão levado por uma bala.
Monson e Leveson foram recebidos como heróis em seu retorno pela Rainha Isabel e o saque foi dado à coroa. Cada um deles recebeu 3 000 libras da Rainha e logo depois seus serviços foram recomendados ao rei Jaime I, ambos se tornando almirantes do Canal da Mancha. O vice-rei espanhol de Portugal ficou furioso com a derrota e a perda da nau, mandando condenar Dom Diego Lobo à morte. No entanto, ele escapou por uma janela com a ajuda da irmã e fugiu para a Itália.
Bazán se recuperaria dos ferimentos e passou a comandar galés no Reino de Nápoles e mais tarde na vida ganharia fama no socorro a Gênova, em 1625. Em outubro do mesmo ano de 1602, Spinola sofreria outra derrota, dessa vez nas mãos de Sir Robert Mansell e uma frota holandesa, na Batalha dos Mares Estreitos, na qual suas seis galés restantes que escaparam foram interceptadas e destruídas, apenas com a fuga de Spinola.